# دانا اندرسون
دانا اندرسون (انگلیسی: Donna Anderson؛ زادهٔ ۵ سپتامبر ۱۹۳۹) یک هنرپیشه اهل ایالات متحده آمریکا است.

## گزیده فیلمشناسی
از فیلم‌ها یا برنامه‌های تلویزیونی که وی در آن نقش داشته‌است می‌توان به آثار زیر اشاره کرد.
- در ساحل (۱۹۵۹)
- میراث باد (۱۹۶۰)
- سفرهای جیمی مک‌فیترز
- دود اسلحه
- خانه کوچک